# Theodor Richard Ernst
Théodore Richard Ernst (en ukrainien : Федір Людвігович Ернст, en russe : Фёдор Людвигович Эрнст), né Teodor-Richard Ludvygovich en 1891 à Kiev et mort en 1942 à Oufa, est un archéologue, historien de l'art et ethnographe ukrainien.

## Biographie
Il a fait un des guides de voyage en Ukraine les plus populaire de l'avant guerre, membre de nombreuses académies : Association de Kiev pour la protection des monuments anciens et de l'art, la Société scientifique Chevtchenko, de l'École nationale de musique, Association historique du nom de Nestor-Lithopist, membre de l'Association des enfants de l'art plastique ukrainien, de l'Académie nationale des sciences d'Ukraine.

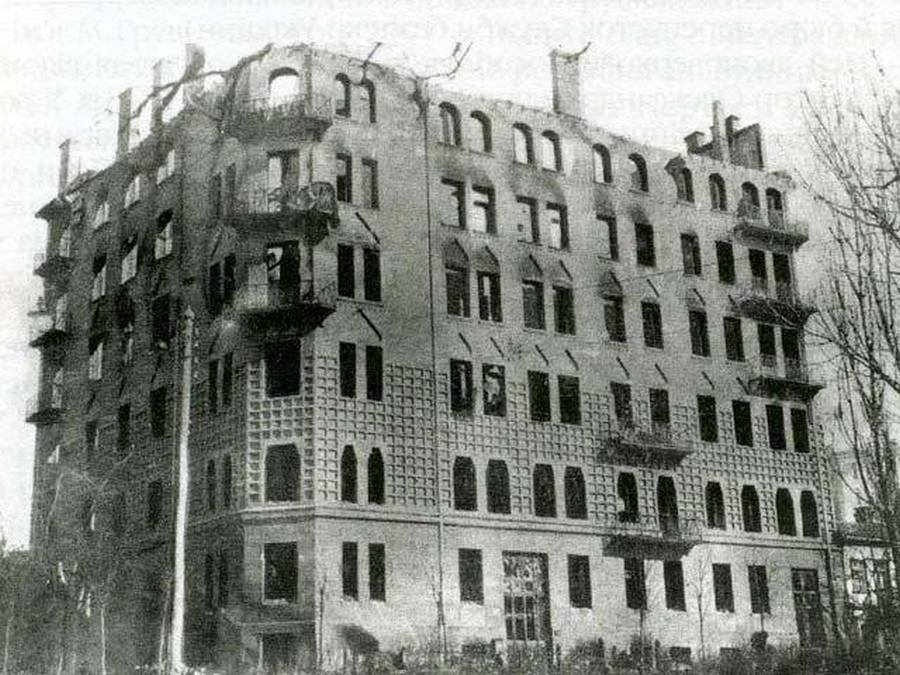
Exemple de travail d'archivage, photographie de 1918 de l'immeuble Hrouchevsky de Kiev en 1918.

Il a mené de nombreuses fouilles dans la région de Kiev, organisé des expositions.

## Publications
- Gueorgui Narbout : 
  - Exposition posthume d’œuvres. 1926.
  -  Vie et créativité.
- Portrait ukrainien XVIII–XVIII : Exposition d'ukrainien portrait 1925.
- Peinture ukrainienne des XVIIe – XXe siècles. 1929.